# Schizomus hanseni
Schizomus hanseni är en spindeldjursart som beskrevs av Cândido Firmino de Mello-Leitão 1931. 
Schizomus hanseni ingår i släktet Schizomus och familjen Hubbardiidae. Inga underarter finns listade i Catalogue of Life.